# Tomislav Gotovac
Tomislav Gotovac (* 9. Februar 1937 in Sombor; † 24. Juni 2010 in Zagreb; Pseudonym: Antonio G. Lauer) war ein jugoslawischer bzw. kroatischer Konzeptkünstler und Schauspieler.

## Leben
Er lebte seit 1941 in Zagreb. Mitte der 1960er Jahre studierte er Regie an der Belgrader Theaterakademie.
Seit den 1960er Jahren erstellte er einige Experimentalfilme und trat mit Happenings auf.
Er spielte eine Hauptrolle in dem Spielfilm Plastični Isus (1971, Regie: Lazar Stojanović). Kleinere Rollen spielte er unter anderem in Butnskala (1985, Regie: Franci Slak) und Porno Film (2000, Regie: Damjan Kozole).

## Ausstellungen
- 2017: documenta 14